# ジュリア・デリ・アルビッツィ
ジュリア・デリ・アルビッツィ（Giulia degli Albizzi、1562年/1563年 - ?（1584年以降1600年以前））は、メディチ家に仕えた音楽師ジュリオ・カッチーニの妻。ジュリア・デリ・アルビツィとも記される。ヴィンチェンツォ1世・ゴンザーガにトスカーナ大公の娘エレオノーラ・デ・メディチとの縁談が持ち上がった際、ヴィンチェンツォの男性としての機能を試す試験台とされたことで知られる。

## 来歴

### 出生
フィレンツェでも有数の旧家アルビッツィ家の三男と召使の間に庶子として生まれる。母親は妊娠が知れるや否や市内のサント・スピリト地区の実家に帰され、そこでジュリアを産んだ。しかし母親は産後の肥立ちが悪く、ジュリアの父親とも二度と会わないまま、彼女が1歳になる前に他界した。そのためジュリアは両親の顔を知らず、母方の祖父母に育てられた。父親も、認知はしてくれたが、彼女が11歳の時、騎馬競技会で落馬したのが元で亡くなっている。彼には他にも、認知しなければならない庶子が何人か居たらしく、ジュリアとアルビッツィ家を繋ぐものは、毎月頭に生活費を持ってくる召使だけであった。それでも彼女は、フィレンツェの中でも庶民の住む地区とされている騒々しいサント・スピリトで、伸び伸びと育った。
ジュリアは、旧家の血を引いているだけに、却って面倒な立場にあり、普通の男性とは結婚出来なかった。庶民の娘は持参金なしでも結婚できたが、彼女が結婚できる階級の男性たちは、持参金もない娘を妻にする時代ではなかった。当時そのような娘は、尼僧院に入るしかなかった。しかも、神に仕えるだけが仕事の尼僧ではなく、高額の寄付をして入ってくる君侯の息女たちの身の回りの世話役で、尼僧衣は着ていても実質は召使同然であった。ジュリアはそのような自らの運命を知って育った。

### 試験台として
21歳の時、彼女はヴィンチェンツォ1世・ゴンザーガの男性としての能力を試す試験台に選ばれた。ジュリアに白羽の矢が立ったのは、彼女がアルビッツィの血を引いてはいても庶子で、未来のマントヴァ公の相手として相応しいと判断されたからである。報酬は、金貨3000スクード（結婚持参金）と、結婚相手を見つけてもらうことであった。

## 実験について
ヴィンチェンツォは以前マルゲリータ・ファルネーゼ（スペイン王臣下で高名な武将であるパルマ公アレッサンドロ・ファルネーゼの娘）と結婚していたが、初夜にマルゲリータに致命的な肉体的欠陥が見つかる。手術しても命の保証はなかった上、複雑な事情もあり夫婦間の問題がいつしかヨーロッパの政治上の問題にまで発展してしまった。結局2年間の「白い結婚（夫婦間の性交渉のない結婚）」の後、1583年10月30日にマルゲリータ・ファルネーゼ・ゴンザーガがマウラ・ルチェニア尼としてパルマの尼僧院に入り、永久に俗界を離れたことでこの結婚は破れた。
その後すぐ、独身に戻ったヴィンチェンツォにはトスカーナ大公の娘エレオノーラ・デ・メディチとの縁談が持ち上がったが、ファルネーゼ家辺りからは、もしかしたら原因はマルゲリータの欠陥だけでなく、ヴィンチェンツォの方にもあったのではないかという噂が広まっていた。それにエレオノーラの義母であった大公妃ビアンカ・カッペッロが目をつけた。彼女は以前、マルゲリータとの結婚前にヴィンチェンツォの花嫁候補にエレオノーラの名も挙がったとき、ヴィンチェンツォの父であった当時のマントヴァ公が「情人あがりの女に育てられた娘など困る」と言ったことを覚えていた（ビアンカが当時は大公妃でも、長らく大公の愛人であったことは周知の事実であった）。彼女はその時に受けた侮辱をここぞとばかりに晴らそうと思ったらしく、婚約の条項の中に「ヴィンチェンツォとエレオノーラの婚約は、ヴィンチェンツォが然るべき処女との試みに成功し、結婚生活に適当であると証明された後に初めて成立する」という一項を付け加えさせた。
1584年3月14日の夜、ヴェネツィアで行われた試験は無事に成功した。その後聖アンドレア寺院で婚約成立を神に謝すミサが行われ、4月29日には、ヴィンチェンツォとエレオノーラの婚礼がマントヴァで行われた。

## その後
試験が行われたの年の6月、ジュリアは妊娠に気付き、冬の盛りにヴェネツィア近郊の小さな町にある、アルビッツィの田舎の家で元気な男児を産んだ。しかしその子も生後すぐ母親から引き離され、暫くしてマントヴァへ送られてしまった。記録にも見当たらないことから考えて、ヴィンチェンツォの庶子とすら認められなかったらしい。翌春、ジュリアはメディチに与えられた持参金を持って、トスカーナ大公の側近ヴィンタ大臣の指示で、メディチ家の音楽師カッチーニと結婚した。この夫は、音楽師としての才能はあったらしいが、性格的にどのような男性であったのかは知られていない。結婚生活は地味なものであった。ヴェネツィアでのことは、夫も、宮廷に出入りする者も皆知っていた。ジュリアは、宮廷付き音楽師の妻として列席を許される式典や宴にも、一度も出なかった。それが彼女の意思であったのかは定かではない。彼女の当時の暮らしぶりも、没年も不明であるが、1600年の記録では、ジュリア・デリ・アルビッツィ・カッチーニは、もう亡くなっていた。